# Béal Átha an Ghaorthaidh
Béal Átha an Ghaorthaidh [ˌbʲeːɫ ɑːhən̪ˠ ˈɣᵚeːɾ̥ˠhɪɟ] (anglisiert: Ballingeary) ist ein Dorf im Tal des Flusses An Laoi (anglisiert: River Lee) im Westen der Grafschaft Cork, Irland. Es umfasst die Townlands Drom an Ailigh und An Chill Mhór und liegt in der Gaeltacht von Múscraí Thiar (anglisiert: West Muskerry). Die Umgangssprache ist wie im benachbarten Baile Bhuirne der Munster-Dialekt des Irischen. Offiziellen Status hat deshalb nur der irische Name Béal Átha an Ghaorthaidh.
In Béal Átha an Ghaorthaidh befindet sich das Sommercollege Coláiste Mhumhan. Hier verbringen zahlreiche Schüler aus ganz Irland ihre Sommerferien, um ihre Irischsprachkenntnisse zu vertiefen, während sie bei muttersprachlichen Familien untergebracht sind.

## Sehenswürdigkeiten

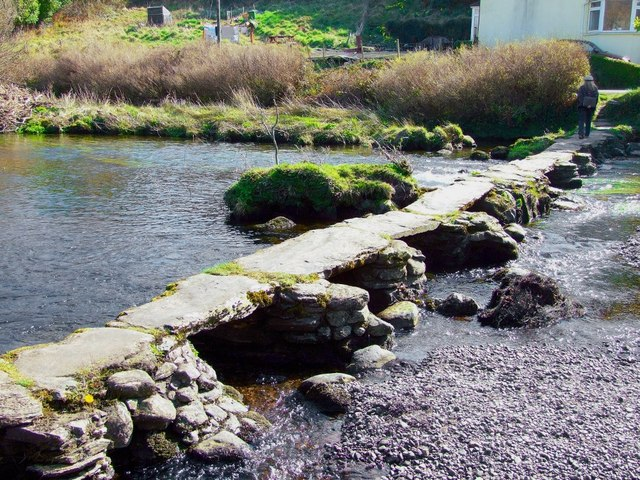
Steinplattenbrücke über den River Lee

Circa sechs Kilometer westlich liegt Gougane Barra, ein Tal mit einem See. In dessen Nähe entspringt auch der River Lee.

## Persönlichkeiten
- Timothy Manning (1909–1989), römisch-katholischer Geistlicher, Erzbischof von Los Angeles, Kardinal